# Арис Йоану
Арис Г. Йоану (на гръцки: Άρης Γ. Ιωάννου) е гръцки художник.

## Биография
Йоану е роден на 18 ноември 1940 година в преспанското село Ръмби (Лемос), Гърция. Родителите му с гърци бежанци от Понт. Завършва гимназия в Лерин в 1960 година, а от 1963 до 1967 година работи като миньор в Западна Германия, след което се връща в Ръмби. От 1980 година живее в Лерин. Той е самоук художник и рисува с масло и пастел, като използва четка, шпатула и пръсти. Творчеството му има експресионистичен характер. Той рисува човешкото лице във всичките му проявления, а също така и природата на Преспа. Картините му са повлияни от детските му преживявания по време на Гражданската война.